# Braamberg (Stadskanaal)
Braamberg is een gehucht in de gemeente Stadskanaal in de provincie Groningen. Het gehucht ligt ten noordoosten van Musselkanaal. Centraal in het gehucht ligt de Braambergsluis in het Mussel-Aa-kanaal.
Het gehucht is in 1855 ontstaan als ontginningsoord op een zandrug in het veengebied na de markeverdeling van Onstwedde. Tegenwoordig wordt het aan de oostzijde begrensd door een kaarsrechte bosstrook die in de jaren 70 van de twintigste eeuw is aangeplant. Die strook vormt tevens de grens tussen Stadskanaal en de gemeente Westerwolde.
De naam Braamberg verwijst naar een heuvel met brem- of braamstruiken.
Dorpen:
Alteveer (deels) · Ceresdorp · Kopstukken · Mussel · Musselkanaal · Onstwedde · Smeerling · Stadskanaal

Gehuchten: Barlage · Blekslage · Braamberg · Höchte · Horsten · Sterenborg · Ter Wupping · Vledderhuizen · Vledderveen · Vosseberg

Buurtschappen: Höfte · Holte · Oomsberg · Tange · Ter Maarsch · Veenhuizen · Wessinghuizen

Kanalen: Stadskanaal · Musselkanaal · Mussel-Aa-kanaal      Bos: Dr. Hommesbos

Groningen: Steden en dorpen      Nederland: Provincies · Gemeenten